# Сообщение кипукамайоков
«Сообщение кипукамайоков» (исп. Relación de Quipucamayos) — первая сохранившаяся до наших дней индейская хроника Перу, рассказывающая об истории инков; составлена на основании сведений местной, непонятой испанскими завоевателями, системы кодирования информации — кипу, до сих пор оставшейся до конца не дешифрованной. Рукопись датируется 1542 годом. Входит в состав документа «Сообщение о Происхождении и Правлении Инков» («Discurso sobre la Descendencia y Gobierno de los Incas», 11 марта 1608 года). Документ обнаружил в Национальной Библиотеке Мадрида Маркос Хименес де ла Эспада, он же и опубликовал его в 1892 году под названием «Una antigualla Peruana» («Перуанская старина»), с посвящением политику и великому оратору Эмилио Кастелару.

## Издания документа
Было сделано ещё два издания документа. Одно было осуществлено в 1921 году перуанским историком Орасио Уртеагой и оно находится во Второй серии Colección de Documentos Referentes a la Historia del Perú, том III. Затем, в 1974 году, тоже перуанский историк Хуан Хосе Вега осуществил новую публикацию, вышедшую в свет в Изданиях Университетской Библиотеки под названием Relación de la Descendencia, Gobierno y Conquista de los Incas (Сообщение о Происхождении, Правлении и Завоевании Инков). Это издание идентично предыдущим, за исключением расположения кратких подзаголовков; ему предшествует пролог, в котором Вега исследует давних и последних правителей Империи, вместе с Паульу Тупаком Инкой, Манко Инкой II, индейцами-союзниками, а также авторов Сообщения. Также он включает в произведение послесловие, в котором проясняется, кем же были кипукамайоки.

## Рукопись монаха Антонио
На протяжении длительного времени рукопись находилась в каталоге Национальной Библиотеки Мадрида под номером J.133 (она принадлежала Андресу Гонсалесу Барсия), но в настоящее время этот номер заменён на № 2010. В саму рукопись включено 17 документов, все они относятся к XVI и XVII векам; три из них, связанные с Перу, были собраны в Лиме Антонио Баутиста Саласаром. В эти бумаги включена хроника кипукамайоков, заканчивающаяся письмом собственноручно написанным и отредактированным в Куско неким монахом Антонио, почерком, отличающимся от остального текста; оно подписано 11 мая 1608 года в некоем монастыре и адресовано ревизору Педро Ибаньесу. Поскольку об этом монахе нет никаких сведений, можно предположить, что это был сам Антонио Баутиста Саласар, человек образованный, знаток классической культуры, и основательно интересовавшийся историей Перу либо это был известный хронист XVII века — Антонио де ла Каланча.

## Составители документа

### Кипукамайоки
Хотя Discurso sobre la Descendencia y Gobierno de los Incas не является обширным томом, в нём собраны бесценные сведения, столь важные для изучения андских культур, поскольку было составлено на основании сведений индейских мудрецов региона Куско и Пакаритамбо и связанных с доиспанским обществом, и при этом с наиболее ранней датой составления хроники — 1542 год. Как следует из заявлений губернатора Вака де Кастро, в тот год те люди всё ещё сохраняли свежими в своей памяти многие даты своей истории. С другой стороны, это первая индейская хроника легендарного Перу, сохранившаяся до наших дней.

### Хуан де Бетансос
Отмеченные черты, и, прежде всего, тот факт, что в составлении хроники в качестве переводчика и писаря принял участие Хуан де Бетансос (как указано в самом тексте), а также то, что иногда ощущается стиль, похожий на стиль этого хрониста, то всё это придаёт документу особую важность. Бетансос был знатоком языка кечуа, был женат на инкской принцессе Аньяс (после крещения — Анхелина), сестре Атавальпы и наложнице-вдове маркиза Франсиско Писарро; вице-короли поручали ему важные задания и очень высоко ценили его услуги. Так, он участвовал в дипломатических переговорах, начатых в 1557 году доном Андресом Уртадо де Мендоса, маркизом де Каньете, для приведения к покорности Сайри Тупака, первородного сына и наследника Манко Капака II, восставшего и создавшего инкское государство в непроходимых горах Анд, в конце концов таки вышедшего оттуда и начавшего жить с испанцами. После этого последовали трудные и неудачные переговоры о выходе из Вилькабамбы Куси Титу Юпанки, брата Сайри Тупака. Вице-король Антонио де Мендоса выбрал Бетансоса и приказал ему, чтобы он поскорее написал и закончил свою книгу, озаглавленную Suma y narracion de los Incas, как видно из посвящения этой книги этому же вице-королю. Из этого посвящения также известно, что он составил свою другую книгу — Doctrina cristiana (Христианское учение) на языке кечуа вместе с двумя Словарями: один состоящий из слов, второй — из сообщений, молитв, диалогов и исповедей. Это произведение утрачено.

### Франсиско де Вильякастин
Второй из упомянутых в хронике испанцев — Франсиско де Вильякастин — являлся одним из первых конкистадоров и наиболее влиятельным жителем Куско. Его энкомьендой было селение Айавире. Он отличился на службе у братьев Писарро и в борьбе против альмагристов (сторонников Диего де Альмагро), приняв участие на стороне первых в битве у лас Салинас. Узнав в Куско о смерти маркиза Франсиско Писарро, он покинул тот город, чтобы убежать от сторонников Диего де Альмагро Младшего и соединиться с теми, кто примкнул к Вака де Кастро (назначенного испанским королём фактическим губернатором Перу). Но его взгляды были писарристскими, и после восстания Гонсало Писарро, он присоединился к нему; и в походе Алонсо де Торо, заместителя губернатора Куско, против роялиста Диего Сентено, он был «маэстро-де-кампо» в его войске. Но невзирая на победы своего предводителя и прочие успешные действия он покинул его, перейдя на сторону де ла Гаска (очередного испанского губернатора, назначенного королём). Он был женат на одной из четырёх законнорожденных дочерей Вайна Капака, но её имя осталось неизвестным; предположительно, именно за несколько лет до 1542 года Вака де Кастро собрал и оказал покровительство этим принцессам или ньюстам. Известно, что на сестре жены Вильякастина донье Беатрис Вайльас Юпанки был женат Мансио Сьерра де Легисамо, и у них был сын.
В документе также использованы более поздние сведения и доклады, но для них не приводятся источники, что затрудняет установить их датировку и не позволяет их идентифицировать.

## Цель составления документа
В отрывке из этого «Сообщения кипукамайоков», опубликованном в книге «Свидетельства индейцев» (издательство «Библиотека Айякучо») редактор издания совершенно справедливо отмечает, что документ «стремится, прежде всего, подчеркнуть генеалогические достоинства Паульу Инки, брата Манко II, и его вклад в окончательное завоевание Перу… Рукопись, в которой оно (то есть „Сообщение кипукамайоков“) содержится в настоящее время, имеет дату 1608 г. Согласно Х. Х. Вега в высшей степени вероятно, что она призвана была поддержать усилия, которые Мельчор Карлос Инка, внук Паульу, предпринимал тогда при испанском Дворе с целью достижения ряда дворянских привилегий. Примитивное „Сообщение кипукамайоков“, с этой точки зрения, было только опорой, на которой основывается расцвеченное повествование потомков Паульу Инки». Можно, впрочем, предположить, что и авторы первоначального «Сообщения» были отнюдь не случайно встреченными в горах беглецами, а лицами, специально отобранными Паульу Тупак Инкой, и свидетельствовавшими в его интересах. Возможно, к чести для этого человека, его «заслуги» в разрушении Тауантинсуйу были всё-таки меньшими, чем старается представить «Сообщение» (хотя, 12 тысяч песо годовой ренты от Писарро и ещё долю от Гаски он навряд ли получил бы за «просто так»).